# Matěj Stryjkowský
Matěj Stryjkowský (polsky Maciej Stryjkowski, také Strykowski nebo Strycovius) (cca 1547?, Stryków – cca 1593?) byl polský historik, spisovatel a básník, významný především dílem Kronika Polska, Litvy, Žmudě a celé Rusi z roku 1582. Tato práce je považována za první tištěnou knihu v Litevském velkoknížectví.

## Život
Narodil se okolo roku 1547 v mazovském městě Stryków. Vystudoval místní školu ve městě Brzeziny a poté se připojil k armádě Republiky obou národů a sloužil pod velením Alexandra Guagniniho ve Vitebsku. Většinu svého života strávil jako voják ve Velkoknížectví litevském. Okolo roku 1573, ve věku pětadvaceti let, opustil aktivní službu a stal se chráněncem Merkelise Giedraitise, biskupa žmuďského. Nakonec se stal knězem a skončil jako probošt farnosti Jurbarkas na hranicích Litvy a Pruska. Svůj život zasvětil rozsáhlé kronice Polska a Litvy, vydané v roce 1582 v Královci, dnešním Kaliningradu. Je psána v polštině, některé části pak v litevštině. Jedná se o kompilaci kronik Jana Długosze, Matěje z Miechova a také ruských kronik, pověstí a legend.